# Песчанка (Здитовский сельсовет)
Песчанка (бел. Пясчанка) — деревня в Берёзовском районе Брестской области Белоруссии. Входит в состав Здитовского сельсовета.

## География
Деревня находится в центральной части Брестской области, на правом берегу реки Ясельды, при автодороге Н-86, на расстоянии приблизительно 6 километров (по прямой) к югу от города Берёза, административного центра района. Абсолютная высота — 144 метра над уровнем моря. Площадь населённого пункта — 0,7702 км².

## История
По состоянию на 1905 год, в Песчанке проживало 366 человек. В административном отношении деревня входила в состав Березской волости Пружанского уезда Гродненской губернии.
Согласно Рижскому мирному договору (1921), деревня вошла в состав межвоенной Польши. Входила в состав гмины Берёза Картузская Пружанского повета Полесского воеводства Польши. В 1921 году числилось 380 жителей, проживавших в 67 домах. В этническом составе населения того периода поляки составляли 100 %. В конфессиональном составе населения преобладали православные христиане (83 %) и католики (17 %).
С 1939 года в БССР, с 1940 года деревня в составе Углянского сельсовета.

## Население
По данным переписи 2019 года, в деревне проживало 43 человек.
| Год  | Население, человек |
| ---- | ------------------ |
| 1905 | 366                |
| 1921 | ↗ 380              |
| 2009 | ↘ 47               |
| 2019 | ↘ 43               |